# 保田孝一
保田 孝一（やすだ こういち、1929年（昭和4年）12月16日 - 2006年（平成18年）2月15日）は日本の歴史学者。岡山大学名誉教授。専門は近代ロシア史。

## 略歴
静岡県浜松市に生まれる。法政大学社会学部を卒業し、東京大学大学院人文科学研究科西洋史学専攻修士課程を修了する。1958年（昭和33年）に岡山大学に赴任し、ロシア革命前のミール（農村共同体）、日露関係史を研究する。1995年（平成7年）に退官し、名誉教授となる。

## 著書
- 『ロシア革命とミール共同体』（御茶の水書房、1971）
- 『ニコライ二世と改革の挫折-革命前夜ロシアの社会史』（木鐸社、1985）
- 『最後のロシア皇帝ニコライ二世の日記』（朝日新聞社 1985、増補版・朝日選書 1990、講談社学術文庫 2009）
- 『講座スラブの世界 第8巻』共著（弘文堂、1995）
- 『文久元年の対露外交とシーボルト』編共著（岡山大学吉備洋学資料研究会、1995）

## 参考
- 『最後のロシア皇帝ニコライ二世の日記』
- 『現代物故者事典 2006-2008』（日外アソシエーツ、2009）